# Артюшино (Вологодская область)
Артюшино — село в Белозерском районе Вологодской области. Административный центр Артюшинского сельского поселения.
С точки зрения административно-территориального деления — центр Артюшинского сельсовета.
Расстояние по автодороге до районного центра Белозерска — 40 км. Ближайшие населённые пункты — Буброво, Гора, Ульянкино.
По переписи 2002 года население — 213 человек (101 мужчина, 112 женщин). Преобладающая национальность — русские (98 %).